# Joel Lindpere
Joel Lindpere (Tallinn, 5 ottobre 1981) è un dirigente sportivo ed ex calciatore estone, di ruolo centrocampista, direttore sportivo del Kalev Tallinn.

## Palmarès

### Club
- Campionato estone: 2

Flora Tallinn: 2002, 2003
- Campionato bulgaro: 1

CSKA Sofia: 2004-2005